# 268P/Bernardi
268P/Bernardi, aussi nommée Bernardi 1, est une comète périodique du système solaire, découverte le 22 septembre 2004 par l'astronome italien Fabrizio Bernardi.